# Epson
Seiko Epson Corporation Arxivat 2019-11-09 a Wayback Machine. (セイコーエプソン 株式会社 Seiko Epuson Kabushiki-gaisha), més coneguda arreu del món com Epson, és una empresa de tecnologia japonesa i un dels majors fabricants mundials d'impressores per a ordinadors, equips d'informació i d'imatges. Amb seu a Suwa, Nagano, Japó, l'empresa compta amb nombroses filials al món i fabrica impressores d'injecció de tinta, matricials i làser, escàners, ordinadors de sobretaula, projectors multimèdia, de negocis i de cinema a casa, grans televisors de pantalla plana, robots i equips d'automatització industrial, impressores de terminal punt de venda i caixes registradores, ordinadors portàtils, circuits integrats, components de LCD i altres components electrònics associats. És una de les tres companyies principals del Grup Seiko, un nom conegut tradicionalment per a la fabricació de rellotges Seiko, des de la seva fundació.
La seva seu a l'Estat espanyol es troba a Cerdanyola del Vallès, província de Barcelona.